# Лев Безименски
Лев Безименски е известен съветски и руски писател и публицист. Той е син на съветския поет Александър Безименски.
Завършил е философския факултет на Московския държавен университет. Участва във Втората световна война като разузнавач и преводач на маршал Георгий Жуков. Присъствал е на разпитите на видни германски военачалници като фелдмаршал Фридрих Паулус, райхсмаршал Херман Гьоринг, началника на Генералния щаб Вилхелм Кайтел и адмирал Карл Дьониц. Автор на двадесетина историко-документални книги предимно за Третия райх. Разплита загадката със смъртта и трупа на Адолф Хитлер.
Умира на 87-годишна възраст от оток на белите дробове в резултат на инфаркт.